# 库隆日莱萨布隆
库隆日莱萨布隆（法語：Coulonges-les-Sablons，法語發音：[kulɔ̃ʒ le sablɔ̃] ⓘ）是法国奥恩省的一个市镇，属于莫尔塔涅欧佩什区。2016年，库隆日莱萨布隆与临近的2个市镇合并为新市镇于讷河畔萨布隆。

## 地理
库隆日莱萨布隆（48°24'8"N, 0°53'57"E）面积19.57 平方千米，位于法国诺曼底大区奧恩省，该省份为法国西北部内陆省份，北起顺时针与卡爾瓦多斯省、厄尔省、厄尔-卢瓦省、萨尔特省、马耶讷省和芒什省接壤。
与库隆日莱萨布隆接壤的市镇（或旧市镇、城区）包括：库德勒索、马罗勒莱比、圣维克托德比通、布勒通塞勒、于讷河畔萨布隆。
库隆日莱萨布隆的时区为UTC+01:00、UTC+02:00（夏令时）。

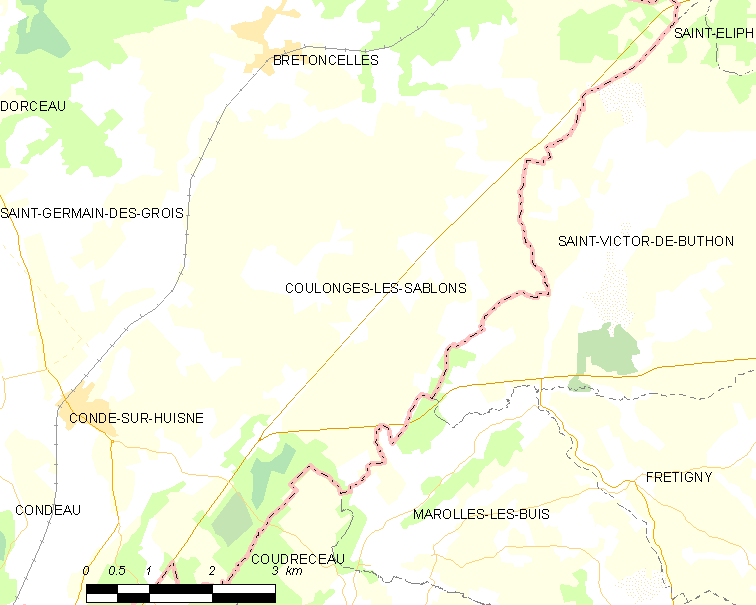
库隆日莱萨布隆的OSM定位图

## 行政
库隆日莱萨布隆的邮政编码为61110，INSEE市镇编码为61125。

## 政治
库隆日莱萨布隆所属的省级选区为布勒通塞勒县。

## 人口

1962-2008年间库隆日莱萨布隆人口变化图示

库隆日莱萨布隆于2018年1月1日时的人口数量为416人。